# Christian von Appel

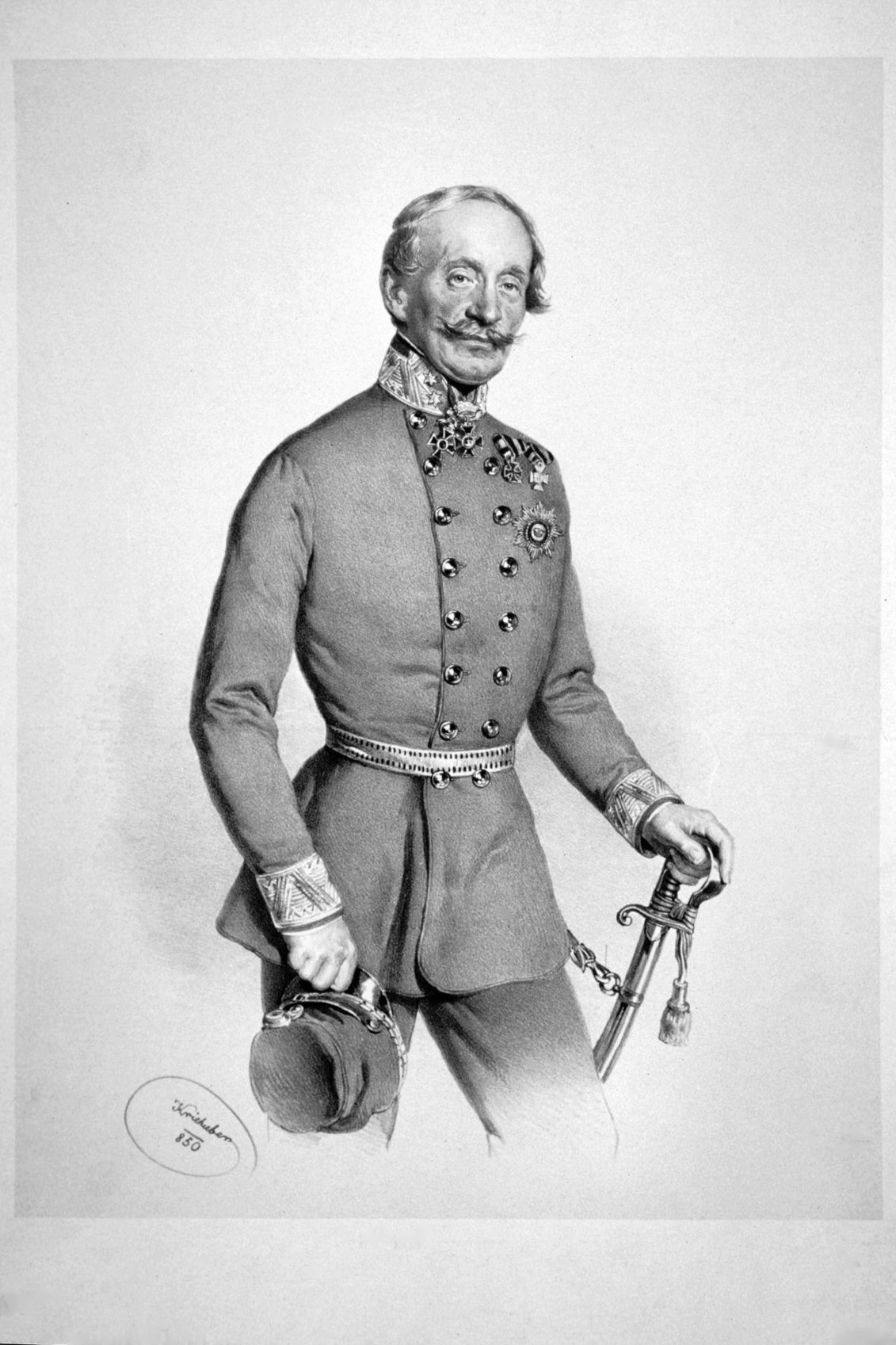
Christian von Appel, Lithographie von Josef Kriehuber, 1850

Christian Appel, ab 1834 Freiherr von Appel (* 1785 in Neusohl; † 22. Januar 1854 in Graz) war ein kaiserlich österreichischer Feldmarschallleutnant.

## Leben
Im Jahr 1798 trat Appel als einfacher Soldat in das Kürassierregiment Melas ein. Im Folgejahr wurde er zum Unterleutnant befördert. So beteiligte er sich an den Feldzügen der Jahre 1805, 1809 und 1812. In den Feldzügen von 1813 bis 1815 fungierte er als zweiter Rittmeister. Dabei und bei der Völkerschlacht bei Leipzig tat er sich so tapfer und geschicklich hervor, dass er zum ersten Rittmeister ernannt wurde. Major schließlich wurde er 1822.
Ab 1826 war von Appel zweiter Generaladjutant des Kaisers Franz II., ab 1835 erster. Am 4. Februar 1834 wurde er, inzwischen 1829 zum Oberst befördert, in Wien mit Ernennung zum Kommandeur des Leopoldordens zugleich in den österreichischen Freiherrnstand erhoben. Ebenfalls 1834 wurde er noch zum Generalmajor befördert.
Nach des Kaisers Tod wurde Appel auf eigenen Wunsch zunächst beurlaubt und lebte in Steiermark und Italien. Als er später wieder zurückkehrte, wurde er Feldmarschallleutnant und 1848 Kommandant des Militärs in Ljubljana. An den Feldzügen 1849 beteiligte er sich als Befehlshaber des 3. Armeekorps. Dabei nahm er an der Schlacht bei Mortara und an der Schlacht bei Novara teil. Bei Novara hatte er Anteil am Sieg. Als Novara eingenommen wurde, ließ von Appel auch die Provinz Bergamo entwaffnen.
Für seine Verdienste bei Novara erhielt von Appel den Orden der Eisernen Krone (Großkreuz). Außerdem wurde er Geheimrat. Dabei trat er in den Ruhestand, welchen er in Graz verlebte. Dort starb er 1854.